# Rząd Wolnego Miasta Gdańska na uchodźstwie
Rząd Wolnego Miasta Gdańska na uchodźstwie (niem. Regierung der Freien Stadt Danzig im Exil) – samozwańczy rząd na uchodźstwie domagający się suwerenności dawnego Wolnego Miasta Gdańska.

## Tło
Wolne Miasto Gdańsk (niem. Freie Stadt Danzig) było istniejącym w okresie międzywojennym autonomicznym państwem-miastem, pod ochroną Ligi Narodów. Jego utworzenie było wynikiem przegranej Cesarstwa Niemieckiego w I wojnie światowej. Powstanie Wolnego Miasta Gdańska było kompromisem, który nie zadowolił ani Polaków, ani Niemców.
Wolne Miasto Gdańsk stało się, wbrew prawu międzynarodowemu, częścią prowincji Gdańsk-Prusy Zachodnie III Rzeszy, w trybie dekretu Adolfa Hitlera z 8 października 1939.
Obszar Wolnego Miasta Gdańska został dekretem z 30 marca 1945 przyłączony do województwa gdańskiego, a ustawą z dnia 11 stycznia 1949 razem z poniemieckimi ziemiami scalony z nową polską administracją państwową, do czego przesłanką były postanowienia konferencji poczdamskiej z 2 sierpnia 1945 (punkt IXb, suplement nr 1, Berlin 1946, strony 13–20).

## Powstanie rządu na uchodźstwie
13 listopada 1947 r. W. Richter, przewodniczący Stowarzyszenia Obywateli Wolnego Państwa Gdańskiego, ogłosił utworzenie rządu Wolnego Miasta Gdańska na uchodźstwie. Ma on swoją siedzibę w Berlinie, a za swój główny akt prawny uznaje oryginalną Konstytucję WMG. Organ ustawodawczy, Rat der Danziger (Rada Gdańska) ma 36 członków i uważa się za reprezentanta interesów byłych niemieckich gdańszczan. Członkowie Rady są wybierani przez wysiedlonych z Gdańska i ich potomków drogą głosowania drogą pocztową. Obecnie rząd funkcjonuje w oparciu o Związek Gdańszczan (Bund der Danziger e.V.) należący do Związku Wypędzonych.

## Uznanie i relacje
Rząd zwrócił się do Organizacji Narodów Zjednoczonych z prośbą o oficjalne uznanie, deportację Polaków z zajętego terytorium i pomoc w przywróceniu Wolnego Miasta. Richter ogłosił także, że stowarzyszenie zaakceptuje porozumienie ze strony społeczności międzynarodowej, które da im alternatywne terytorium będące ośrodkiem handlowym.
Minister spraw zagranicznych Polski, Władysław Bartoszewski stwierdził w 2001, że ta organizacja i podobnie do niej stowarzyszenia są postrzegane w oczach niemieckiej opinii publicznej jako rewanżystyczne i politycznie zbliżone do skrajnie prawicowej Narodowodemokratycznej Partii Niemiec.

## Roszczenia
Rząd wnosi roszczenia do całego terytorium, które niegdyś było własnością Wolnego Miasta Gdańska. Opiera swoją zasadność na twierdzeniu, że Wolne Miasto Gdańsk było państwem neutralnym i że jego aneksja przez Niemcy w 1939 r. była nielegalna; a włączenie terytorium do Polski było efektem porozumienia innych stron niż te, które podpisały ustanawiający powstanie WMG traktat wersalski, tak więc nie miały mocy zmienić jego postanowień
.